# Babacar Gueye (calciatore 1994)
Babacar Gueye (Dakar, 31 dicembre 1994) è un calciatore senegalese, attaccante svincolato.

## Caratteristiche tecniche
È un centravanti.

## Carriera

### Club
Ha esordito il 24 novembre 2014 con la maglia del Troyes in un match vinto 1-0 contro il Nancy.

## Statistiche

### Presenze e reti nei club
Statistiche aggiornate al 30 gennaio 2017.
| Stagione        | Squadra         | Campionato      | Campionato | Campionato | Coppe nazionali | Coppe nazionali | Coppe nazionali | Coppe continentali | Coppe continentali | Coppe continentali | Altre coppe | Altre coppe | Altre coppe | Totale | Totale | Totale |
| Stagione        | Squadra         | Comp            | Pres       | Reti       | Comp            | Pres            | Reti            | Comp               | Pres               | Reti               | Comp        | Pres        | Reti        | Pres   | Reti   |        |
| --------------- | --------------- | --------------- | ---------- | ---------- | --------------- | --------------- | --------------- | ------------------ | ------------------ | ------------------ | ----------- | ----------- | ----------- | ------ | ------ | ------ |
| 2014–2015       | Troyes          | L2              | 3          | 0          | CF+CdL          | 0               | 0               |                    | -                  | -                  |             | -           | -           | 3      | 0      |        |
| 2015–2016       | Troyes          | L1              | 11         | 1          | CF+CdL          | 1+0             | 0               |                    | -                  | -                  |             | -           | -           | 12     | 1      |        |
| Totale Troyes   | Totale Troyes   | Totale Troyes   | 14         | 1          |                 | 1               | 0               |                    | -                  | -                  |             | -           | -           | 15     | 1      |        |
| 2016–2017       | Hannover 96     | 2L              | 2          | 0          | CG              | 2               | 0               |                    | -                  | -                  |             | -           | -           | 4      | 0      |        |
| 2016–2017       | Zulte Waregem   | D1              | 12         | 2          | CB              | 3               | 1               |                    | -                  | -                  |             | -           | -           | 15     | 3      |        |
| 2017–2018       | Sint-Truiden    | D1              | 8          | 0          | CB              | 1               | 0               |                    | -                  | -                  |             | -           | -           | 9      | 0      |        |
| Totale carriera | Totale carriera | Totale carriera | 36         | 3          |                 | 7               | 1               |                    | -                  | -                  |             | -           | -           | 43     | 4      |        |

## Palmarès

### Club
- Campionato francese di seconda divisione: 1

Troyes: 2014-2015
- Coppa del Belgio: 1

Zulte-Waregem: 2016-2017